# Josef von Leonessa

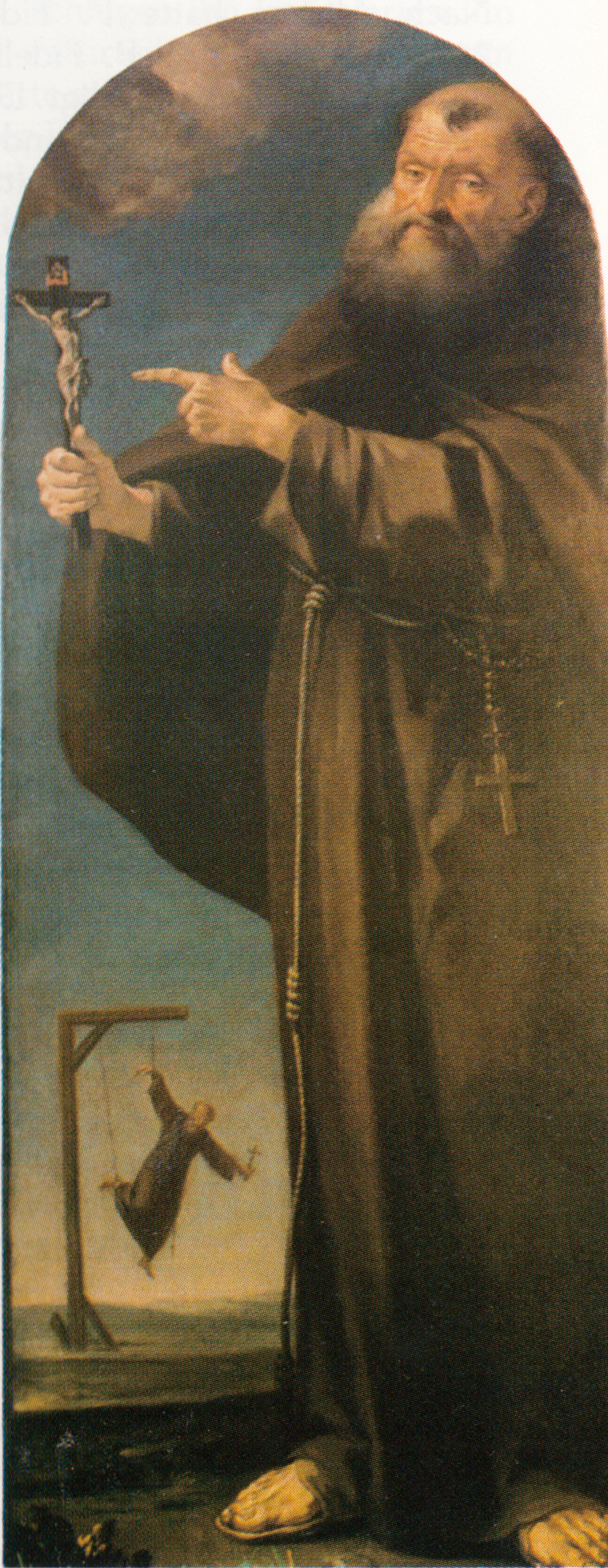
Josef von Leonessa, Gemälde von Philipp Haller in der Kapuzinerkirche in Gmunden (1753)

Josef von Leonessa (italienisch Giuseppe da Leonessa) OFMCap (* 8. Januar 1556 in Leonessa; † 4. Februar 1612 in Amatrice) war ein italienischer Kapuziner-Missionar. In der römisch-katholischen Kirche wird er als Heiliger verehrt.

## Leben
Josef von Leonessa, bürgerlich Eufranio Desiderio, trat gegen familiären Widerstand 1572 mit 16 Jahren in den Kapuzinerorden ein, wo er sich durch monastische Disziplin und seelsorglichen Eifer auszeichnete. 1585 (oder 1587) wurde er ins osmanische Konstantinopel gesandt, um das Los der gefangenen Christen zu erleichtern. Er beschränkte sich aber nicht auf diesen Dienst, sondern wirkte auch in der Öffentlichkeit missionarisch und versuchte sogar vor Sultan Murad III. zu gelangen. Dabei wurde er gefangen genommen und drei Tage lang an Haken durch die rechte Hand und den rechten Fuß aufgehängt, bis er – der Legende nach durch die Hilfe von Engeln – freikam. Er kehrte nach Italien zurück und wirkte bis zu seinem Tod als Volksmissionar.

## Verehrung
Josef von Leonessa wurde 1737 von Papst Clemens XII. selig- und 1746 von Benedikt XIV. heiliggesprochen. Sein Gedenktag ist der 4. Februar.